# Rhopalothrix amati
Rhopalothrix amati (лат.) — вид муравьёв рода Rhopalothrix трибы Attini из подсемейства Myrmicinae (ранее в составе трибы Basicerotini). Эндемик Колумбии (Южная Америка).

## Описание
Мелкие почвенные муравьи (около 2 мм). Рабочие муравьи имеют криптическую желтовато-буроватую окраску и морщинистую поверхностную скульптуру. От близких видов отличается следующими признаками: очень мелкий вид (ширина головы HW 0,42—0,44 мм); мандибула с одним зубным рядом; лицо с 12 специализированными лопатчатыми волосками (передний ряд 6, задний ряд 6); волоски на лице лопатовидные, отвесные, более обильные на наличнике; глаза мелкие; проподеальные шипы полупрозрачные, редуцированы до вида угловидной пластинки.  Заднегрудка с проподеальными шипиками. Усики короткие, скапус не достигает затылочного края головы. Жвалы рабочих треугольные с несколькими зубцами. Стебелёк между грудью и брюшком состоит из двух сегментов (петиоль + постпетиоль).
Это редкий вид, известный только по 7 рабочим особям, распространённым в 5 близлежащих населённых пунктах. Сборы были сделаны в сухих лесах и влажных вторичных лесах, все из образцов ловушек Берлезе или Винклера из подстилки и гнилой древесины, на умеренных и больших высотах (выше 1800 м) в Западных Андах Колумбии.

## Таксономия и этимология
Вид был впервые описан в 2022 году в ходе исследования, проведённого мирмекологами из США, Канады и Колумбии (Gianpiero Fiorentino, María C. Tocora, Fernando Fernández). Название Rh. amati дано в честь энтомолога Germán Amat (Institute of Natural Sciences of the National University of Colombia, Богота), исследователя фауны насекомых и наставника многих студентов и аспирантов.